# Agnes Avagyan

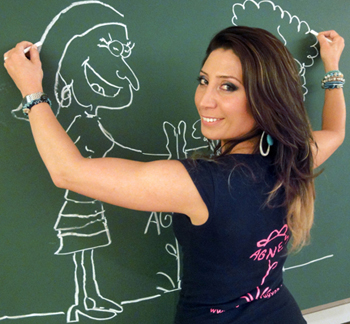
Agnes Avagyans Zweihandshow (2014)

Agnes Avagyan (* 1. April 1980 in Jerewan) ist eine armenische Karikaturistin und Illustratorin. Seit 2006 lebt sie in der Schweiz und tritt hauptberuflich als Live-Karikaturistin/Schnellzeichnerin auf. Gemeinsam mit ihrem Ehemann veröffentlicht sie bibelpädagogische Spiele.

## Leben

### Familie und Studium
Agnes’ Vorfahren besaßen in der Türkei eine Seidenfabrik. Auf der Flucht vor dem Völkermord an den Armeniern im Jahr 1915 mussten sie alles zurücklassen und entkamen nur knapp auf einem kleinen Boot nach Griechenland. Agnes’ Urgroßvater reiste später nach Armenien zurück. Der Großvater von Agnes war Bauingenieur, ihre Mutter Ingenieurin und der Vater Physiker.

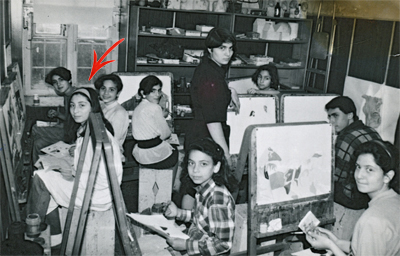
Jerewan, Ara Hovsepyans Studio, 1993–1994

Agnes Avagyan wurde am 1. April 1980 in Jerewan geboren. Armenien gehörte damals noch zur Sowjetunion. Als Kind besuchte Agnes zunächst eine russische Schule und war ein begeistertes Mitglied der Pionierorganisation Wladimir Iljitsch Lenin. Nachdem Armenien im Jahr 1991 die Unabhängigkeit erklärte, durchlitt das Land ein dramatisches Jahrzehnt (Dark Years in Armenia). Auch Agnes’ Familie wurde von Schicksalsschlägen getroffen. Es fehlte am Lebensnotwendigsten, wie Elektrizität, Heizung und Essen. In der Zeichenkunst und ihrer Familie fand Agnes jedoch die Kraft, diese dunklen Jahre erstaunlich unbeschwert zu überstehen. Als die Armenische Apostolische Kirche aus ihrer Unterdrückung zurückkehrte, engagierte sich Agnes als Mitglied der Jugendgemeinde.
Nachdem sich ab dem Jahr 2000 die Lebensumstände in Armenien spürbar zu verbessern begannen, konnte sich Agnes als Künstlerin entfalten. Nach einer umfassenden Ausbildung graduierte Agnes an der Kunstschule nach P. Terlemezyan und an der Staatsakademie der feinen Künste in Jerevan.
- 1991–1994, Kunstschule “A. Hovsepyan”, Zertifikat
- 1992–1994, Kunstschule “Kojoyan”, Zertifikat
- 1995–1996, Kunstschule der Kunstgalerie Jerevan, Zertifikat
- 1996–1997, Zeichnungsstudio „Samuel-Manvel“, Zertifikat
- 1994–1999, Kunstschule nach P. Terlemezyan, Jerevan, Diplom
- 2000–2005, Staatsakademie der feinen Künste, Jerevan, Diplom

Anmerkung: Als Agnes im Jahr 1996 in St. Petersburg eine Einzelausstellung durchführte, wurde ihr von der weltbekannten Petersburger Kunstakademie ein stipendierter Studienplatz offeriert, was die Familie jedoch mitunter aus finanziellen Gründen ablehnen musste.

### Arbeitstätigkeit

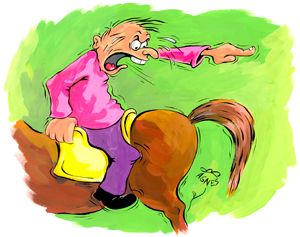
Agnes, politische Karikatur: Vorwärts!, 2001

- Von 1998 bis 2002 arbeitete Agnes als Karikaturistin für “Hayastani Hanrapetutyun”, die nationale Tageszeitung.
- Von 2001 bis 2006 war Agnes als Karikaturistin angestellt beim “ArmeniaNow.com” Internet-Journal.[4][5]

Agnes hat mit zahlreichen Magazinen und Zeitungen aus dem In- und Ausland zusammengearbeitet, ebenso mit anderen Organisationen wie beispielsweise dem UNDP oder IKRK. Außerdem illustrierte sie eine große Anzahl Kinderbücher.
Seit 2006 lebt Agnes in der Schweiz. Neben ihrer Arbeit als Showkünstlerin und Schnellzeichnerin (z. B. für Firmenevents, Geschäftsessen, Hochzeiten, Geburtstage) arbeitet sie an selbstständigen Produktionen mit ihrem Spielautor-Ehemann Dave Büttler. Neben ihrer Arbeit tritt Agnes regelmäßig bei kirchlichen Events und für gemeinnützige Organisationen auf.

### Zweihandshow
Agnes’ Talent sprengt die üblichen Grenzen: Sie kann synchron und unabhängig voneinander mit beiden Händen zeichnen und erhielt für diese außergewöhnliche Fähigkeit im russischen Buch der Rekorde den Titel einer „Diva“. TV-Stationen und Zeitungen aus Armenien, Russland, England, Frankreich, Libanon, USA, Kanada und den VAE berichteten über ihre Zweihandshow.

## Ausstellungen
- 1995, 1996, 1997, 2002: Einzelausstellungen, Jerewan, Armenien
- 1996: Einzelausstellung, St. Petersburg, Russland
- 2001, 2002, 2003, 2004, 2005: Gruppenausstellung der Armenian Caricaturist Association, Jerewan, Armenien
- 2002: 2nd International Caricature Forum, Al Bayan Press Printing & Publishing Est., Dubai, VAE[8]
- 2002: Einzelausstellung, Aram Manukian Center, Aleppo, Syrien
- 2003: Einzelausstellung, organisiert durch Armenian Catholic Patriarchate of Cilicia, 20th anniversary from the Mesrobian Technical College, Beirut, Libanon
- 2003: Fifth International Women’s Art Festival, Aleppo, Syrien[9]
- 2004: Gruppenausstellung zum 90. Gedenkjahr an den Armeniergenozid, Aleppo, Syrien[10].
- 2005: Einzelausstellung, organisiert durch ArmeniaNow.com, Tekeyan Centre, Jerewan, Armenien[11]
- 2006: Einzelausstellung, CEVI Stiftung zum Glockenhaus Zentrum Glockenhof, Zürich, Schweiz[12]
- 2008: Einzelausstellung, Armenischer Verein Zürich, Gemeinschaftszentrum Grünau, Zürich, Schweiz[13]
- 2009: Ausstellung zum armenischen Genozid, Amsterdam, Holland
- 2009: Ausstellung zum armenischen Genozid, Frankreich, Place de la République (Paris), Frankreich[14]
- 2011: Gruppenausstellung, Armenian Festival Zürich, Üdiker-Huus, Uitikon, Schweiz[15]
- 2012: Einzelausstellung zur Veranstaltung „Eine Reise ins Land des Ararat“, Zentrum 5, Bern, Schweiz[16]
- 2015: Auftritt zum 100. Gedenkjahr vom Armeniergenozid, Bern, Schweiz[17]

## Werke
- The Zoo-Boy, David Hovhannes, Arevik, Armenien, 1994
- Peter Pan, Manana Youth Centre, Armenien, 1996
- Magazine: Hey, Manana, Gordzenker, Mankadz Yerkir, Karavarum, Armenien, 1996–1998
- Kinderrechte in Armenien, UNICEF, Armenien, 1997
- Häschen, Նապիկը, Vera Siserian Վերա Սիսեռեան, Համազգայինի Վահէ Սէթեան Տպարան, Libanon, 2004, ISBN 9953-0-0274-6
- Gigago, Կիկակօ, Vera Siserian Վերա Սիսեռեան, Համազգայինի Վահէ Սէթեան Տպարան, Libanon, 2004, ISBN 9953-0-0367-X
- Alik und die Fee, Ալիքը եւ Պարիկը, Vera Siserian Վերա Սիսեռեան, Համազգայինի Վահէ Սէթեան Տպարան, Libanon, 2005, ISBN 9953-0-0537-0
- Sadap (Märchenbuch), Սադափ, Nouneh Sarkisyan, Alchemist Studios, Armenien, 2005, ISBN 978-99941-957-5-6, englischsprachige Neuauflage in Planung für 2016[18]
- Erster Tag, Առաջին Օրը, Vera Siserian Վերա Սիսեռեան, Համազգայինի Վահէ Սէթեան Տպարան, Libanon, 2006, ISBN 9953-0-0843-4
- Back to God’s Paradise, Kinderbuch über Flüchtlingslager im Libanon, Loucig Guloyan-Srabian, Service to Refugees, Displaced & Migrants, Middle East Council of Churches, Libanon, 2006[19]
- Bibel Mirakelspiel 1 – Der Schatz in den Katakomben, Büttler Dave, Rex Verlag Luzern, 2008, ISBN 978-3-7252-0853-1
- Vo de Stross is Härz, Büttler Dave / Treier Marcel, Rex Verlag Luzern, 2008, ISBN 978-3-7252-0844-9
- Bibelthriller, Büttler Dave, Rex Verlag Luzern, 2009, ISBN 978-3-7252-0860-9
- Vom Verbrechen verfolgt, Schaub Reto / Caprez Angela, Lehrmittelverlag Zürich, 2009, ISBN 978-3-03794-141-6
- Ladina Bonetti Rätselcomic auf der Kindseite der Südostschweiz Zeitung, wöchentlich, 2009
- Bibelthriller 2 – David, Büttler Dave, Rex Verlag Luzern, 2014, ISBN 978-3-7252-0926-2
- SLAP – Das Kartenspiel für (un)anständige Leute!, Stefan Ritter & Cyrill Frick, 2017, www.slap-game.ch
- Winston Churchills Witz und Weisheit, Werner Vogt, Weber Verlag, 2021, ISBN 978-3-03922-140-0

## Auszeichnungen
- 1996: UNICEF, Competition „Communicating with children“, Sieg 1. Preis für bestes Emblem, Armenien[20]
- 1996: Stipendium von der „Stiftung für Bildung und Entwicklung“, Ministry of Education, Ashot Bleyan, Armenien
- 1997: Stipendium der „Peace“ Stiftung, Armenien
- 2000, 2005: Einträge im russischen Buch der Rekorde für die Fähigkeit der Zweihandshow[21]
- 2002, März: Das Al Bayan Press Printing & Publishing Est. aus Dubai in den VAE organisierte das 2nd International Caricature Forum, an welchem Agnes zusammen mit 150 Karikaturisten aus 41 Ländern teilnahm. Agnes wurde überraschenderweise als eine der 15 Hauptgewinner auserwählt und nach Dubai, VAE an das Cartoon Festival eingeladen. Agnes war am Festival die jüngste und zugleich einzige weibliche Teilnehmerin.[22][23]
- 2003, März: Bei ihrer Einzelausstellung in Beirut, Libanon, empfing der libanesische Präsident Émile Lahoud Agnes in seinem Palast in Baabda. Agnes schenkte dem Präsidenten ein Porträtgemälde, als symbolischen Dank für die Aufnahme der armenischen Genozid-Flüchtlinge im Jahr 1915. Lahoud überreichte Agnes eine Ehrenmedaille in Anerkennung ihres außergewöhnlichen Talents.[24]
- 2004: Wettkampfsiegerin von Cartoons gegen Korruption, Ausstellung, Jerewan, Armenien[25]
- 2005: Agnes ist Gründungsmitglied der 2005 gebildeten Armenian Caricaturist Association.